# 戴莹
戴莹（英語：Emily Dai）是中华人民共和国影视制作人。現任爱奇艺副总裁兼自制剧开发中心总经理。

## 履历
戴莹2002年左右进入影视行业。2007年进入中国雅虎，负责市场部分的工作。
戴莹2012年加入爱奇艺，2013年组建爱奇艺自制剧部，负责网剧开发、投资以及制作等。同年她建立“爱奇艺文学版权库”。2014年投资制作《废柴兄弟》系列，获文荣奖网络单元最佳人气奖。后陆续投资《盗墓笔记》、《心理罪》、《美人为馅》、《鬼吹灯之牧野诡事》、《盲侠大律师》等剧作。
2016年，戴莹担任总制片人的校园青春剧《最好的我们》在爱奇艺播出，获得了第七届澳门国际电视节金莲花最佳电视制片人奖。次年她晋升为爱奇艺副总裁，并制作了犯罪悬疑剧《无证之罪》及青春剧《你好，旧时光》。次年作品《画江湖之不良人》获2017年度金骨朵网络影视盛典年度十大精品网络剧。
2019年，戴莹推出爱奇艺“迷雾剧场”，集中播出悬疑剧。这一栏目推出了如《狂飙》、《隐秘的角落》、《沉默的真相》等作品。《狂飙》获得了第二届电视剧年度盛典、飞天奖和金鹰奖等奖项。《隐秘的角落》不仅在中国市场反响良好，还获得了釜山国际电影节“亚洲内容大奖最佳创意奖”，并在2021年首尔国际电视节荣获迷你剧单元“银鸟奖”。这些作品的成功，使她成为中国悬疑剧最重要的制作人之一。
除了悬疑剧，她还推出了《新白娘子传奇》、《风吹半夏》、《怪你过分美丽》、《唐砖》等不同领域的电视剧和网剧。

## 历年制片
| 年份 | 作品 |
| 2013 | 《最好的我们》、《美人为馅》、《无证之罪》、《芸汐传》、《原生之罪》、《破冰行动》、《动物管理局》、《心灵法医》、《剑王朝》 |
| 2015 | 《盗墓笔记》、《心理罪》 |
| 2017 | 《你好旧时光》 |
| 2018 | 《唐砖》、《新白娘子传奇》 |
| 2019 | 《我在未来等你》 |
| 2020 | 《十日游戏》、《隐秘的角落》、《非常目击》、《在劫难逃》、《沉默的真相》、《理想之城》、《盲侠大律师2020》、《唐人街探案》、《北灵少年志之大主宰》、《谁都渴望遇见你》、《鬓边不是海棠红》、《民国奇探》、《怪你过分美丽》、《漂亮书生》、《如意芳霏》、《棋魂》、《了不起的女孩》、《第二次初见》、《陌上人如玉》 |
| 2021 | 《狂飙》、《九霄寒夜暖》、《荣耀乒乓》、《恋恋小酒窝》、《循环初恋》、《八角亭谜雾》、《致命愿望》、《谁是凶手》、《我要逆风去》 |
| 2022 | 《夺梦》、《关于唐医生的一切》、《淘金》 |
| 2023 | 《小夫妻》、《花戎》、《七时吉祥》 |
| 2024 | 《不可告人》、《错位》、《二十一天》 |
| 2025 | 《借命而生》 |

## 监制
| 年份 | 作品                                                   |
| 2024 | 《安全危机》、《焰火明城》、《喜剧之王》、《遇人不熟》 |

## 外部連結
- 戴莹在互联网电影资料库（IMDb）上的資料（英文）
- 戴莹在豆瓣上的资料（简体中文）